# Iglesia de la Purísima Concepción (Vall de Almonecid)
La iglesia parroquial de la Purísima Concepción, localizada en el núcleo urbano de Vall de Almonacid, en la comarca del Alto Palancia (España), es un lugar de culto cristiano, catalogado, de manera genérica Bien de Relevancia Local, según la Disposición Adicional Quinta de la Ley 5/2007, de 9 de febrero, de la Generalitat, de modificación de la Ley 4/1998, de 11 de junio, del Patrimonio Cultural Valenciano (DOCV Núm. 5.449 / 13/02/2007), con código: 12.07.125-001.

## Descripción Histórico artística
El templo data de 1689, año de finalización de las obras. A lo largo de su historia ha sufrido considerables daños, empezando en 1839, cuando fue incendiada dentro de los desperfectos que en la localidad produjo el desarrollo de la Primera Guerra Carlista. Nuevamente padeció un incendio, y nuevamente como efecto del desarrollo en la población de una guerra, en este caso de la tercera guerra carlista.
Esto, junto con la falta de un mantenimiento adecuado ha supuesto que el templo haya llegado a la actualidad en un estado lamentable que ha supuesto su cierre al público para el culto durante diez años, y, su inclusión en la Lista roja de patrimonio en peligro, de la asociación Hispania Nostra. De todos modos, en febrero de 2015, se firmó un convenio a tres bandas entre la Diputación de Castellón, la Generalidad Valenciana y la Diócesis de Segorbe-Castellón, que permitir rehabilitarlo por completo.
El templo, que es totalmente exento, se construyó siguiendo las pautas del estilo barroco. Presenta planta rectangular de una sola nave y cuatro crujías, con altares laterales, a modo de capillas ( sobre las cuales sobresalen externamente los contrafuertes).
Los materiales empleados en la construcción son mampostería para los muros y refuerzos de sillares en las esquinas. La cubierta exterior es a dos aguas, y su línea es seguida por la fachada principal, que presenta como decoración, una portada, en forma de retablo, con puerta de madera de dos hojas, adintelada y con dos pilastras como remate, presentando sobre el dintel una hornacina en forma de concha, otros motivos decorativos. Además, sobre la puerta y a diferente altura pueden verse dos vanos, ambos rectangulares aunque de muy diferente tamaño. La fachada, que está a los pies (al igual que el coro), se remata en hastial, sobre el cual existe una pequeña espadaña, rematada con una cruz de forja, en la que no hay campana alguna. Llama la atención el añadido del reloj que se ha colocado en la parte superior de la fachada, justo al lado de la estructura del campanario. Este, situado en el lado derecho de la entrada al templo, presenta dos cuerpos y remate final; el primero (que presenta ventanas con aspecto de aspilleras) coincide con la altura de la fachada y el otro, de diferente fábrica y con ventanas en forma de arco de medio punto con pilastras a ambos lados, abarca la parte que sobre sale de la nave del templo.
Respecto al interior, la nave única presenta arcos de medio punto y cubierta en bóveda de cañón. Por su parte la sacristía presenta cubierta en forma de bóveda vaída. Como elementos decorativos se puede destacar el retablo gótico dedicado a San Valero.
El sotocoro presenta bóveda de cañón con lunetos y al frente un arco rebajado.
La decoración interior se realiza utilizando pilastras, capiteles compuestos, y algún que otro elemento decorativo más neoclásico como arquitrabes lisos. En una de las capillas laterales destaca la presencia de una pintura sobre tabla, datada del primer tercio del siglo XV, que se considera obra de Jaume Matheu, que estaba anteriormente en una capilla del claustro catedralicio de la Catedral de Segorbe, que se dedicaba a San Valero.